# Бял чай
Белият чай е леко окислен вид чай, който расте и се отглежда основно в Китай, в източната провинция Фудзиен. Отглежда се и в източен Непал, Тайван, северен Тайланд, Северна Шри Ланка и Индия.
Белият чай се прави от пъпките и листата на растението Camellia sinensis (китайска камелия). Пъпките и листата се оставят да се изсушат на естествена слънчева светлива преди да бъдат леко обработени, за да се предотврати окисление или по-нататъшна необходимост от обработка на чая.
Името „бял чай“ произлиза от финия сребристобял мъх, с който неотворените пъпки на чаеното растение са покрити. Самата напитка не е безцветна или бяла, а има светложъл оттенък.

## История
Сред учените и търговците на чай няма единодушие по въпроса, кога започва първото производство на бял чай в Китай. Това, което днес се разбира под бял чай, вероятно е резултат от селекции през последните два века. Белият чай се появява в публикация за първи път в Англия през 1876 година, където е категоризиран като вид черен чай, понеже при него липсва първоначалната термична обработка както при зеления чай, необходима да се деактивират ензимите и външните микроби.
Белият чай често се продава като Silvery Tip Pekoe, което е форма на традиционното му име, но днес е познат и под прости названия като „китайски бял“ и „Fujian бял чай“.

## Състав
Белият чай, както и другите видове чай – черен и зелен, се извлича от растението Camellia sinensis и съдържа полифенол – фитонутриент, за който се смята, че е отговорен за полезните свойства на чая.
Поради общия си растителен произход, белият чай споделя много от химическите свойства и здравословните ефекти на другите видове чай, но е по-богат на антиоксиданти. Конкретното количество и съотношение на полифенолни съединения в чая варират в широки граници между различните видове бял чай, като често се припокриват с химическия състав на зеления чай. Това се дължи както на вариации в сорта на чаеното растение Camellia sinensis, така и зависи от самия процес на приготовление на чая.

## Производство
Основният процес на производство на бял чай представлява следното: Свежи чаени листа се оставят да повехнат и се изсушават (на въздух, на слънце или механично сушене) и в резултат се получава бял чай. Спазва се изключително строг подбор на суровината – берат се само млади листенца с много бял фин мъх по тях, от който се произвежда висококачествен бял чай.